# Secondo ponte del giardino
Il secondo ponte del giardino, un ponte sul fiume Moika nel distretto centrale di San Pietroburgo, collega la prima isola dell'Ammiragliato e le isole Spasskij.

## Posizione
Collega il passaggio Tsaritsynsky con il passaggio lungo il Campo di Marte. Il ponte si trova in una concentrazione di siti storici: presso il Giardino Mikhailovsky, il Campo di Marte e la Chiesa del Salvatore sul Sangue Versato.
A monte c'è il primo ponte del giardino, e a valle il ponte Malo-Konyushenny.
La stazione della metropolitana più vicina è Gostiny Dvor.

## Storia
Nel 1876 in questo sito fu costruito un ponte su pali a vite in ghisa, la struttura a campata unica era costituita da capriate in ferro. Il ponte era destinato al traffico dei tram cavallo, il traffico pedonale era vietato. Nel 1906 furono effettuati i lavori per rafforzare il ponte. Nel 1932 fu sostituito da un ponte a tre campate (architetto E. N. Sandler sotto la direzione del professor L.A. Ilyin). I pilastri del ponte erano fatti di legno su una fondazione di pali, la sovrastruttura era costituita da travi a L in metallo. Nel 1961, su iniziativa dell'ingegnere P.P. Stepnov, le ringhiere in legno furono sostituite con altre artistiche in ghisa simili al reticolo di un ponte di pietra sul fiume Tarakanovka presso l'Arco di trionfo di Narva, costruito negli anni 1830 e riempito insieme alla corrispondente sezione del fiume negli anni 1920. I lavori sono stati eseguiti secondo il progetto degli architettirestauratori I.N. Benois, A.E. Polyakov e dello scultore G.F. Tsygankov.

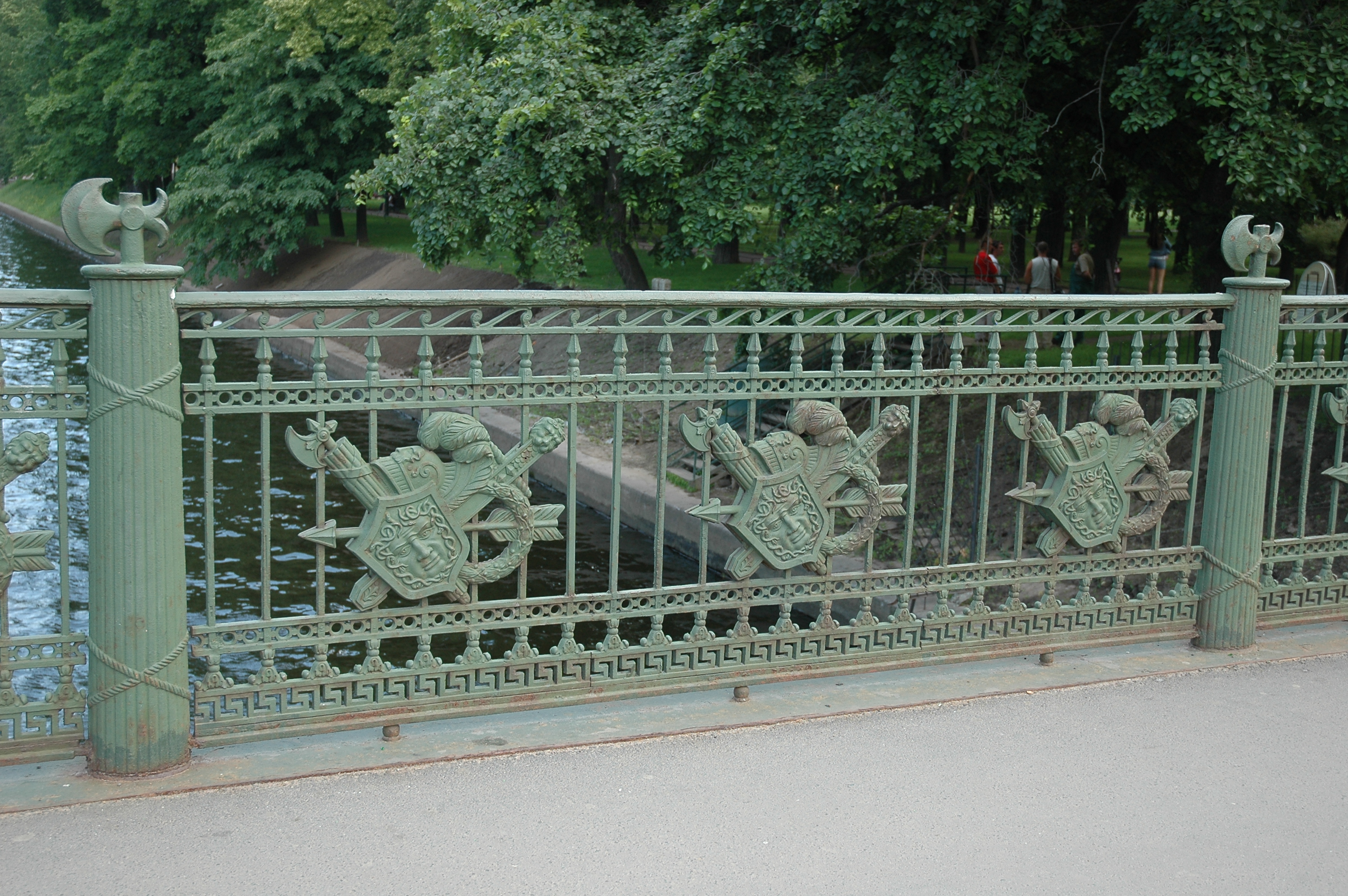
Ringhiera del ponte

Il ponte odierno è stato costruito tra il 1966 e il 1967, progettato dall'ingegnere E.A. Boltunova e dall'architetto L. A. Noskov. Nel 1998 è stato revisionato. Nel corso dei lavori è stata sostituita l'impermeabilizzazione, sono state installate le piastre di transizione, sono stati smantellati i binari del tram, ripristinati i corrimano, le lampade dell'illuminazione e i dettagli decorativi.

## Struttura
Il ponte è in cemento armato a campata unica, secondo lo schema statico - un telaio a tre cerniere. Supportato da una fondazione su pali, è rivestito con granito. I lampioni a forma di fasci di lance sono simili a quelli del primo ponte del giardino.